# Vilmos Perlrott-Csaba

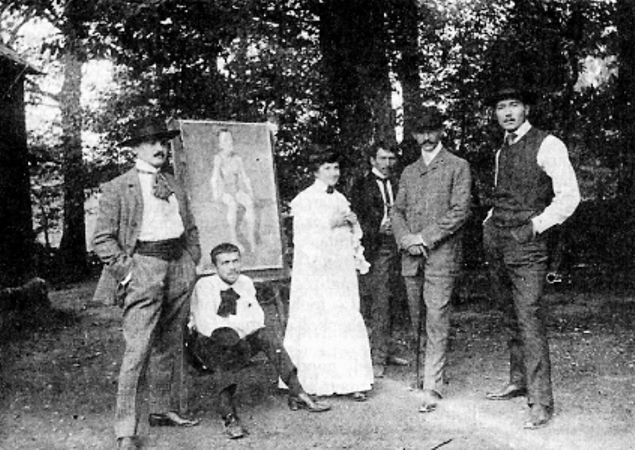
Gruppenfoto in Nagybánya. Von links nach rechts: Boromisza Tibor, Jakab Zoltán, (?), Perlrott-Csaba Vilmos, Börtsök Samu, Réthy Károly, ca. 1905

Vilmos Perlrott-Csaba (* 8. Juni 1880 in Békéscsaba, Österreich-Ungarn; † 19. Juni 1955 in Budapest, Ungarn) war ein ungarischer Maler und Grafiker. Er zählt zu den bedeutenden Vertretern der ungarischen Avantgarde des 20. Jahrhunderts.

## Leben
Vilmos Perlrott-Csaba wurde in Békéscsaba geboren und begann seine künstlerische Ausbildung an der Schule für industrielle Zeichnung in Budapest bei József Koszta. Auf Anraten von Koszta malte er ab 1903 jeden Sommer in der Künstlerkolonie von Nagybánya, wo seine Werke von Béla Iványi-Grünwald korrigiert wurden. Sein Stil war stark von der Malerei Károly Ferenczys beeinflusst. Im Jahre 1906 erhielt er ein Stipendium in Paris, die Winter verbrachte er in Paris, die Sommer meist in Nagybánya. In Paris schrieb Vilmos Perlrott-Csaba sich an der Académie Julian ein und wurde ab 1908 Schüler von Henri Matisse. Er studierte auch die Malerei von Paul Cezanne und Paul Gauguin. Stark beeinflusst wurde er von den deutschen Expressionisten und unter den alten Malern von dem spanischen Manieristen El Greco. Er kam in Kontakt mit dem Kreis um Gertrude Stein und stellte ab 1907 im Salon des Indépendants und im Herbstsalon in Paris und bald auch in anderen europäischen Großstädten aus.
Vilmos Perlrott-Csaba war ein äußerst produktiver Künstler, der neuen stilistischen Tendenzen gegenüber sehr aufgeschlossen war. 1910 zog er mit Béla Iványi-Grünwald und den anderen Neos von Nagybánya nach Kecskemét, wo die Kecskeméter Künstlerkolonie gegründet wurde. In Kecskemét verbrachte er mehrere Sommer. Von 1920 bis 1923 lebte er mit seiner Frau Margit Gráber in Deutschland und anschließend in Paris. In seiner Heimat schloss er sich 1924 der KUT Képzőművészek Új Társasága – (Neue Gesellschaft Bildender Künstler) an und stellte mit ihr aus. Zwischen 1924 und 1934 malte er im Sommer oft in Nagybánya, ab Mitte der 30er Jahre arbeitete er immer öfter in Szentendre, 1949 wurde er in den Szentendreer Malerverein aufgenommen, wo er bis zu seinem Tod 1955 malte.

## Werk
Das Werk von Vilmos Perlrott-Csaba ist von Einflüssen des Fauvismus, des Kubismus und des Expressionismus geprägt. Seine frühen Werke zeigen den Einfluss von Károly Ferenczy und der Schule von Nagybánya. Nach seinem Aufenthalt in Paris wandte er sich einer expressiven Farbgebung und vereinfachten Formen zu. Seine Motive sind Landschaften, Stillleben, Porträts und religiöse Szenen. Bekannte Werke sind u. a. Park (1916), Betende in einer Synagoge (1924) und Stillleben mit Früchten (1928).